# Verwaltungsgemeinschaft Finne
Die Verwaltungsgemeinschaft Finne war eine Verwaltungsgemeinschaft im sachsen-anhaltischen Burgenlandkreis, die aus den Gemeinden Altenroda, Billroda, Kahlwinkel, Lossa, Saubach, Steinburg sowie der Stadt Bad Bibra bestand. Am 1. Januar 2005 wurde sie mit der Verwaltungsgemeinschaft An der Finne sowie den Gemeinden Memleben und Wohlmirstedt aus der Verwaltungsgemeinschaft Mittlere Unstrut, den Gemeinden Golzen und Thalwinkel aus der Verwaltungsgemeinschaft Laucha an der Unstrut und der Gemeinde Klosterhäseler aus der Verwaltungsgemeinschaft Bad Kösen zur neuen Verwaltungsgemeinschaft An der Finne zusammengeschlossen.